# Secondo Frola
Secondo Frola (Torino, 27 novembre 1850 – Torino, 4 marzo 1929) è stato un politico italiano.
Era figlio di Eugenio e di Maria Spinelli.

## Biografia
Laureato in giurisprudenza, venne eletto per la prima volta deputato nel 1882 per il Collegio Torino II, per il quale fu eletto ancora rimanendo in carica fino al 1892, quando venne nuovamente eletto, ma nel collegio di Chivasso, che rappresentò fino al 1900, allorché fu eletto senatore.
Fu anche Sottosegretario al Tesoro dal 26 febbraio 1891 al 10 maggio 1892 e dal 27 gennaio al 28 maggio 1898 e ministro delle poste e dei telegrafi del Regno d'Italia dal 1° al 26 giugno 1898 (quinto gabinetto di Rudinì).
Divenne quindi sindaco di Torino il 6 luglio 1903, mantenendo la carica fino al 27 giugno 1909 e nuovamente dal 17 ottobre 1917 al 24 novembre 1919. 

### Altre cariche ricoperte
Ricoprì inoltre molte altre cariche:
- Consigliere provinciale di Torino (1881-1920)
- Consigliere comunale di Torino (1902-1903)
- Presidente del Museo industriale di Torino (1897-1903)
- Presidente del Comitato di soccorso alle popolazioni danneggiate dal terremoto calabro-siculo [post 28 dicembre 1908]
- Presidente dell'Esposizione internazionale di Torino (1911)
- Presidente della Commissione per gli enti autonomi portuali (29 dicembre 1921)
- Presidente delle Commissione provinciale del catasto di Torino
- Presidente onorario della Società anonima Autostrada Torino-Milano
- Presidente della Federazione regionale degli avvocati di Torino

### Matrimonio e discendenza
Secondo Frola sposò Luisa Balbis, dalla quale ebbe cinque figli:
- Giuseppe, storico e giurista
- Francesco, che fu deputato socialista
- Giovanni
- Guido
- Maria, andata sposa a Balilla Galanti

## Onorificenze
Il 13 ottobre 1911, con regio decreto, gli fu conferito il titolo nobiliare di conte.